# Caux-et-Sauzens
Caux-et-Sauzens – miejscowość i gmina we Francji, w regionie Oksytania, w departamencie Aude.
Według danych na rok 1990 gminę zamieszkiwało 705 osób, a gęstość zaludnienia wynosiła 78 osób/km² (wśród 1545 gmin Langwedocji-Roussillon Caux-et-Sauzens plasuje się na 426. miejscu pod względem liczby ludności, natomiast pod względem powierzchni na miejscu 801.).

## Zabytki
Zabytki w miejscowości posiadające status Monument historique:
- krzyż monolityczny